# Syndyoceras
Syndyoceras (Syndyoceras cooki) var ett partåigt hovdjur som levde i början av epoken miocen, för ungefär 25 miljoner år sedan. Dess namn betyder "två förenade horn".

## Kännetecken
Syndyoceras blev ca 1,5 m lång, med en mankhöjd på ungefär 1 m och en vikt på ungefär 60 kg. Hanen, som var större än honan, hade två horn i pannan och ytterligare ett grenat horn på nosen. De kan ha varit till för att imponera på honor och skrämma bort andra hannar under parningstiden. Fynd tyder på att hornen var täcka av hud och därför troligen för känsliga för allvarliga strider. Med ledning av tänderna tror man att Syndyoceras i huvudsak åt blad och andra mjuka växtdelar, även om den också till viss del kan ha betat gräs.

## Fynd av Syndyoceras
Lämningar av Syndyoceras har hittats i det område som kallas Great Plains i Wyoming och Nebraska i Nordamerika. 

## Övrigt
Även om Syndyoceras påminde mycket om ett hjortdjur är de närmaste nutida släktingarna kameler och lamadjur.